# 二式銃剣
二式銃剣（二式短剣）（にしきじゅうけん・にしきたんけん）は日本軍が第二次世界大戦中に使用した三十年式銃剣の派生型である。

## 解説
当時日本軍が使っていた三十年式銃剣は制定当時としては世界的に見ても平均的な刀身長の銃剣であったが、第一次世界大戦の凄惨な近接格闘を肌で感ずることのなかった日本は改良を怠り、旧式化の為に第二次世界大戦期には諸外国の銃剣と比べると相対的にかなり長めのものとなっていた。多くの装具と共に降下する空挺部隊等ではその長さが邪魔になっていた。
その問題を解決する為に造られたのが当剣である。三十年式銃剣よりも約20cmほど短くなっており、主に空挺部隊で二式小銃や一〇〇式機関短銃と共に使用された。25,000振りが生産された。